# Expédition MOSAiC

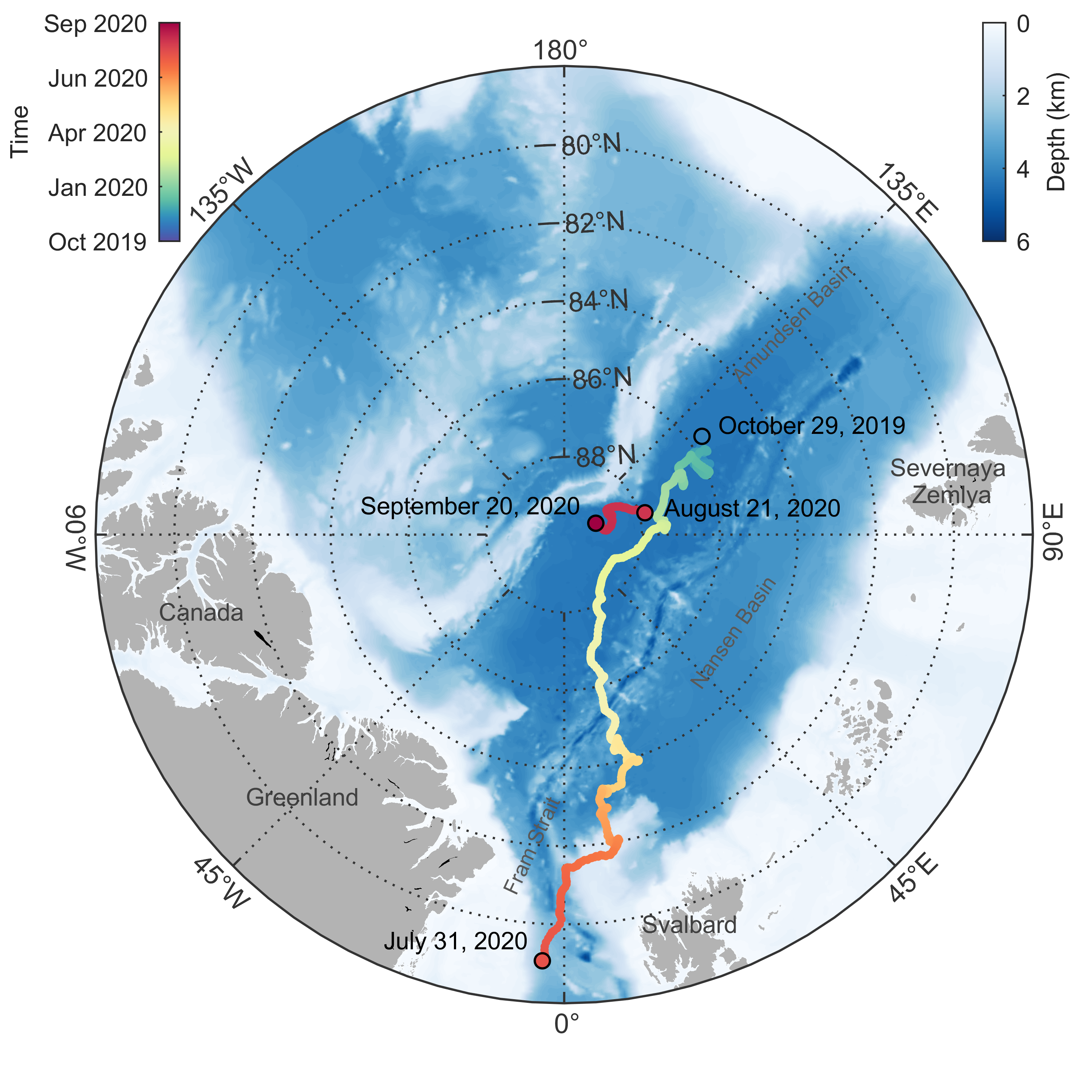
Localisation des observatoires MOSAiC lors de sa dérive en 2019-2020

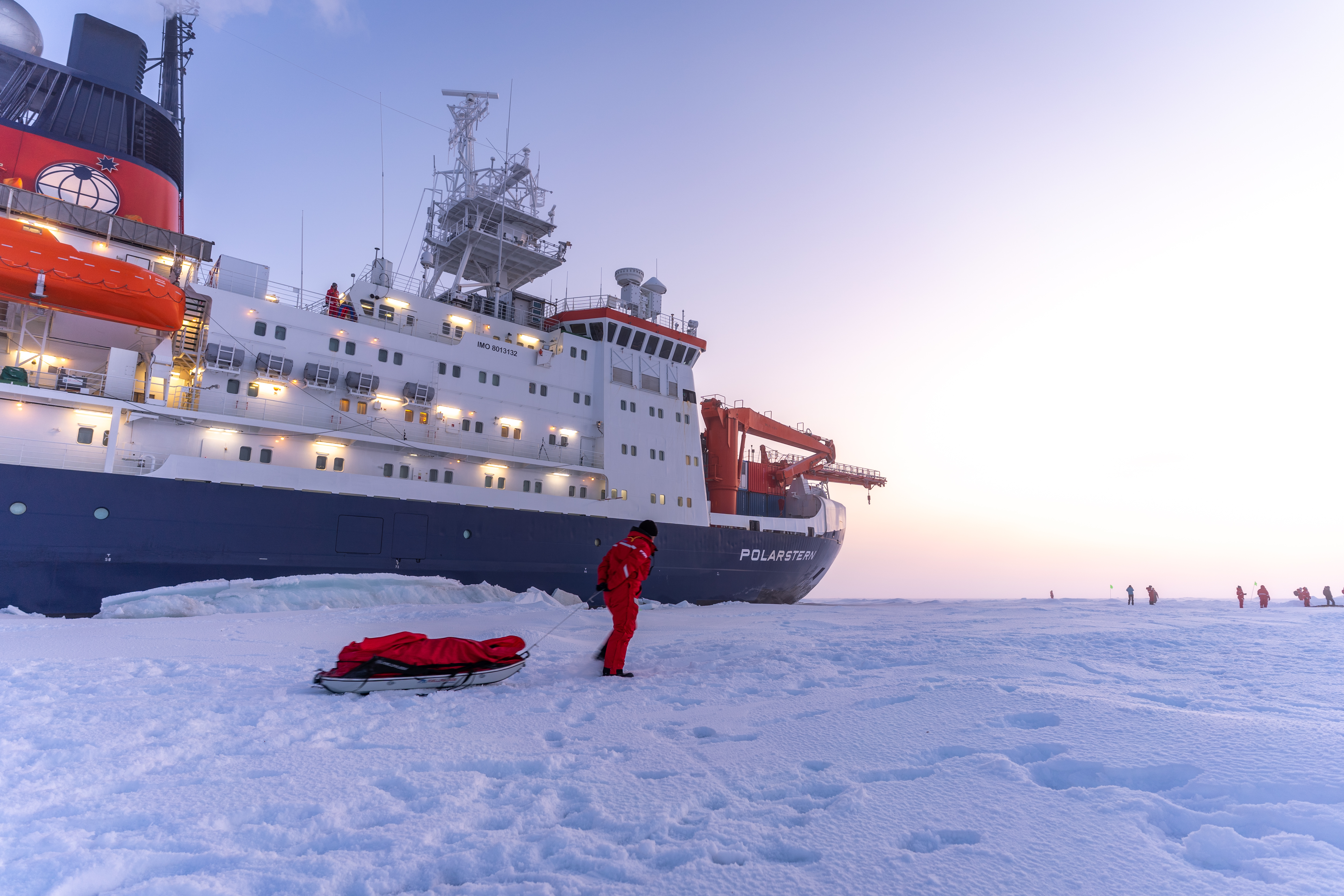

L'expédition MOSAiC (Multidisciplinary drifting Observatory for the Study of Arctic Climate) est une expédition scientifique d'un an dans l'Arctique central, tenue entre septembre 2019 et octobre 2020,. Pour la première fois, un brise-glace de recherche moderne était capable d'opérer au voisinage du pôle Nord toute l'année, y compris l'hiver pendant les six mois de nuit polaire. En termes de défis logistiques, du nombre total de participants, du nombre de pays participants et du budget disponible, MOSAiC représente la plus grande expédition arctique de l'histoire.
Au cours de son voyage, le Polarstern de l'Institut Alfred-Wegener (AWI), a été réapprovisionné par trois navires russes et deux allemands. Au total, plus de 600 personnes ont participé à l'expédition, qui a impliqué plus de 80 institutions de 20 pays sous la direction du climatologue Markus Rex de l'AWI.
Les principaux objectifs de MOSAiC étaient l'étude des processus climatiques complexes et encore mal compris à l'œuvre dans l'Arctique central, d'améliorer la représentation de ces processus dans les modèles climatiques mondiaux et de contribuer à des projections climatiques plus fiables.

## L'expédition MOSAiC

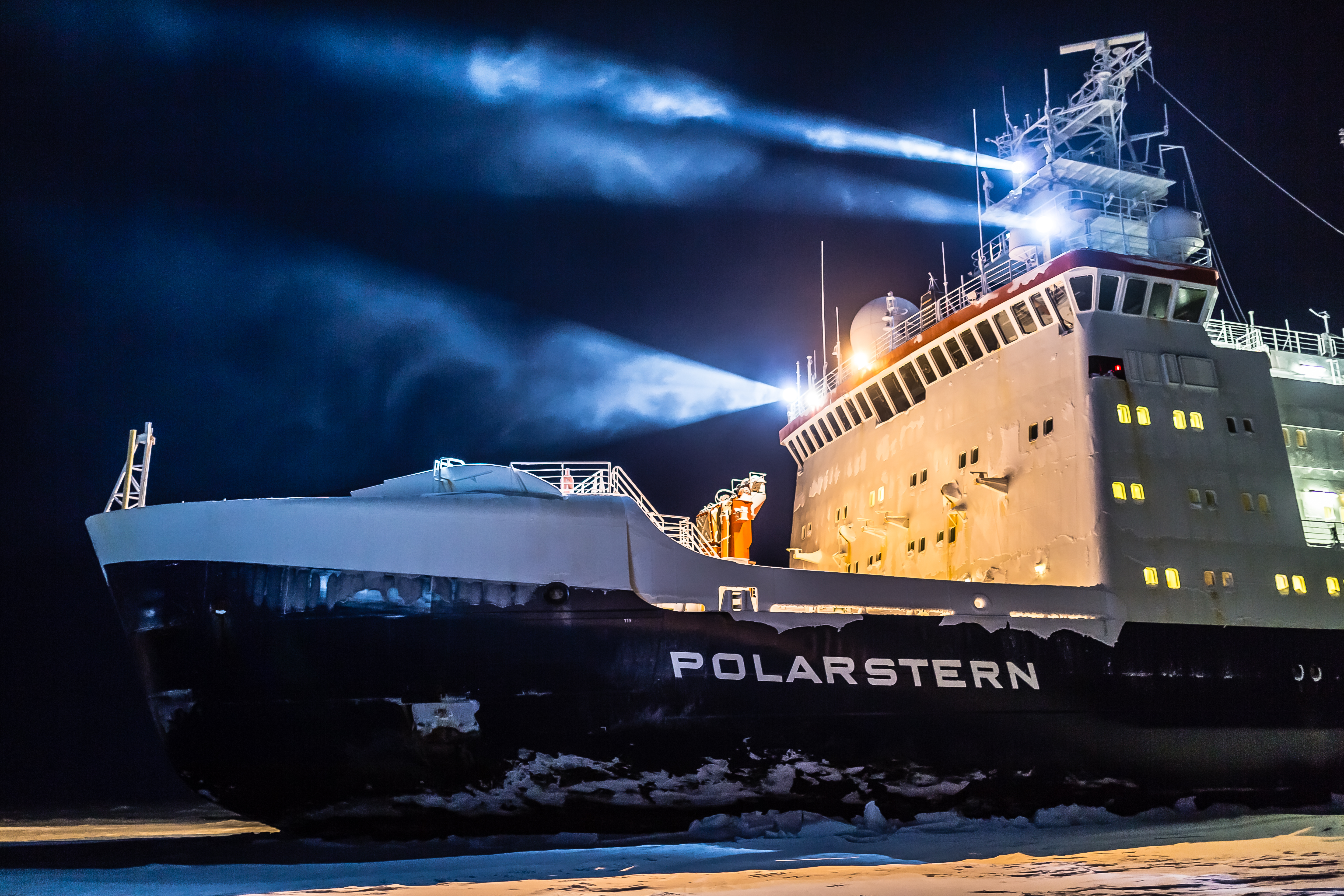
Brise-glace Polarstern.

Durant l'hiver arctique de six mois, la glace de mer est trop épaisse pour que les brise-glaces de recherche puissent y pénétrer. Par conséquent, les données de l’Arctique central sont pratiquement inexistantes, particulièrement en hiver. Pour atteindre le centre de l'Arctique en hiver, l'expédition MOSAiC a suivi les traces de la célèbre expédition Fram dirigée par Fridtjof Nansen entre 1893 et 1896. Son voyage audacieux a montré qu'il était possible de laisser un navire dériver sur la calotte polaire, de la Sibérie jusqu'à l'Atlantique, coincé dans l'épaisse banquise et poussé uniquement par la dérive naturelle des glaces. Bien que Nansen ait démontré la faisabilité fondamentale d’une telle entreprise, les mesures scientifiques possibles à son époque étaient encore rudimentaires. Au cours de MOSAiC, la dérive du Fram a été répétée pour la première fois avec un brise-glace de recherche, équipé d'un arsenal d'instruments de pointe pour enregistrer les processus climatiques complexes dans l'Arctique central.

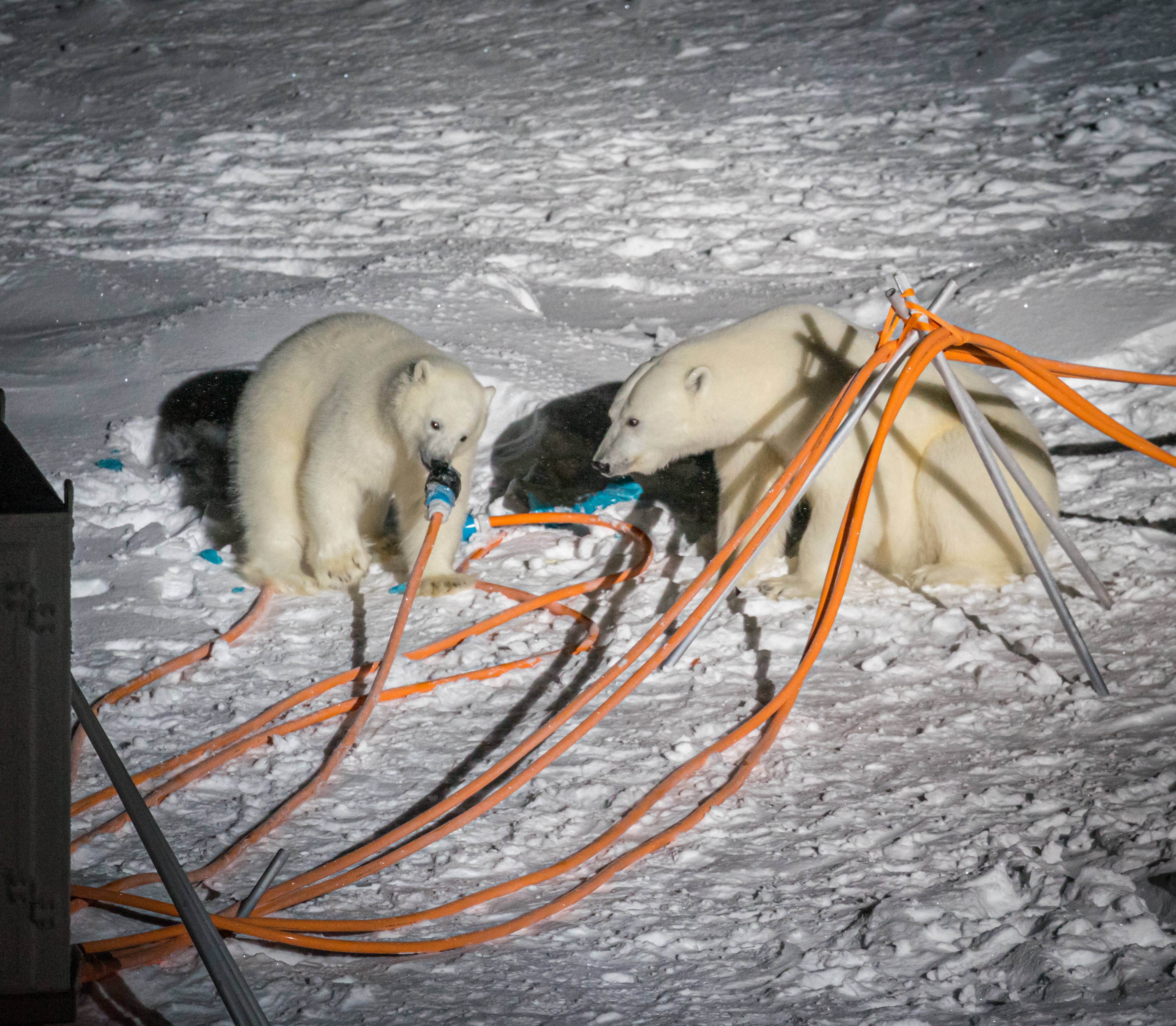
Ours polaires au camp de recherche MOSAiC

Au cours de son voyage d'un an, le navire d'expédition, le brise-glace de recherche Polarstern de l'Institut Alfred-Wegener (AWI), a été réapprovisionné par les brise-glaces Akademik Fedorov, Kapitan Dranitsyn et Akademik Tryoshnikov (Russie), Sonne et Maria S. Merian (Allemagne). Au total, durant les différentes phases de l'expédition, plus de 600 personnes ont travaillé dans le l'Arctique central. L'expédition internationale, qui a impliqué plus de 80 institutions de 20 pays (Autriche, Belgique, Canada, Chine, Danemark, Finlande , France, Allemagne, Italie, Japon, Pays-Bas, Norvège, Pologne, Russie, Corée du Sud, Espagne, Suède, Suisse, Royaume-Uni et États-Unis ) a été menée par l'AWI et dirigée par le chercheur polaire et climatologue Markus Rex.
Le cœur de MOSAiC était la dérive d’un an du Polarstern à travers le centre de l’Arctique. Le 20 septembre 2019, le navire a quitté le port norvégien de Tromsø avec l'Akademik Fedorov, s'est dirigé vers l'est le long de la côte sibérienne et, à environ 125° Est, a mis cap au nord et a commencé à percer la glace de mer de l'Arctique central, ce qui était encore possible à cette période de l'année. Le 4 octobre 2019, à une position de 85° Nord et 134° Est, l'expédition MOSAiC a trouvé une section banquise adaptée, mesurant environ 2,5 km sur 3,5 km. Le Polarstern a coupé ses moteurs et s'est laissé piéger dans la glace. Un vaste camp de recherche a alors été installé autour du navire sur la glace. Parallèlement, l'Akademik Fedorov déployait un réseau de stations de recherche sur la glace, jusqu'à 50 km de la position du Polarstern. Le réseau se composait d'instruments autonomes et télécommandés, qui étaient vérifiés à intervalles réguliers à l'aide de visites en hélicoptère depuis le Polarstern, qui constituait l'observatoire central.
La dérive du Polarstern était découpée en six phases, sous le commandement de Stefan Schwarze pour les trois premières et de Thomas Wolf Wunderlich  pour les trois dernières.
Après avoir livré un dernier chargement de carburant, l'Akademik Fedorov est rentré fin octobre à Tromsø. À partir de ce moment, la dérive naturelle a emporté le Polarstern et son réseau de stations de recherche à travers le pôle Nord. Le 24 février 2020, le Polarstern a battu un record : lors de la dérive, il a atteint 88°36' Nord, à seulement 156 km du pôle Nord. À l'été 2020, le navire a atteint le détroit de Fram. Le 13 août, après un dernier grand ravitaillement en carburant et une rotation du personnel, le Polarstern a remis le cap vers le centre de l'Arctique pour étudier l'apparition et la première phase de gel de la glace de mer. Le 19 août, le navire a atteint le pôle Nord. Le voyage du détroit de Fram au pôle n’a duré que six jours. Après une courte recherche, l’équipe MOSAiC a découvert une nouvelle banquise, dite MOSAiC 2.0, découverte à onze milles marins de la route empruntée par la banquise originale en janvier 2020. Le Polarstern a quitté la banquise MOSAiC 2.0 le 20 septembre 2020, un an après le début de l'expédition. Le 12 octobre 2020, il est rentré à son port d'attache de Bremerhaven.
Au cours de la période d'août-septembre 2020, les avions de recherche allemands Polar 5 et Polar 6 ont décollé du Spitzberg pour effectuer des relevés aériens de la glace de mer et de l'atmosphère au-dessus de l'océan Arctique, complétant ainsi le programme de recherche de  MOSAiC.
Des dépôts de carburant ont été installés sur des îles au large de la Sibérie spécifiquement pour l'expédition dans l'éventualité d'opérations de secours.

### Budget
L'expédition a coûté 140 millions d'euros ; la moitié du budget a été fournie par le ministère fédéral de l'Éducation et de la Recherche (BMBF). La participation américaine a été principalement soutenue par la National Science Foundation (24 millions de dollars) et le département  de l'Énergie (10 millions de dollars).

## Domaines recherche
L'objectif principal du projet MOSAiC était de comprendre les processus climatiques couplés dans l'Arctique central, afin qu'ils puissent être intégrés plus précisément dans les modèles climatiques régionaux et mondiaux. Les résultats contribueront à de meilleures prévisions météorologiques et à de meilleures prévisions sur la glaces de mer dans l’Arctique.
De plus, les résultats de la mission MOSAiC aideront à comprendre les effets régionaux et mondiaux du changement climatique dans l’Arctique et de la perte de glace de mer. Ils amélioreront la préparation des communautés de l'Arctique et des latitudes moyennes septentrionales, fourniront la base scientifique pour l'élaboration de politiques pour un développement durable de l'Arctique et l'adaptation au réchauffement climatique.

### Atmosphère

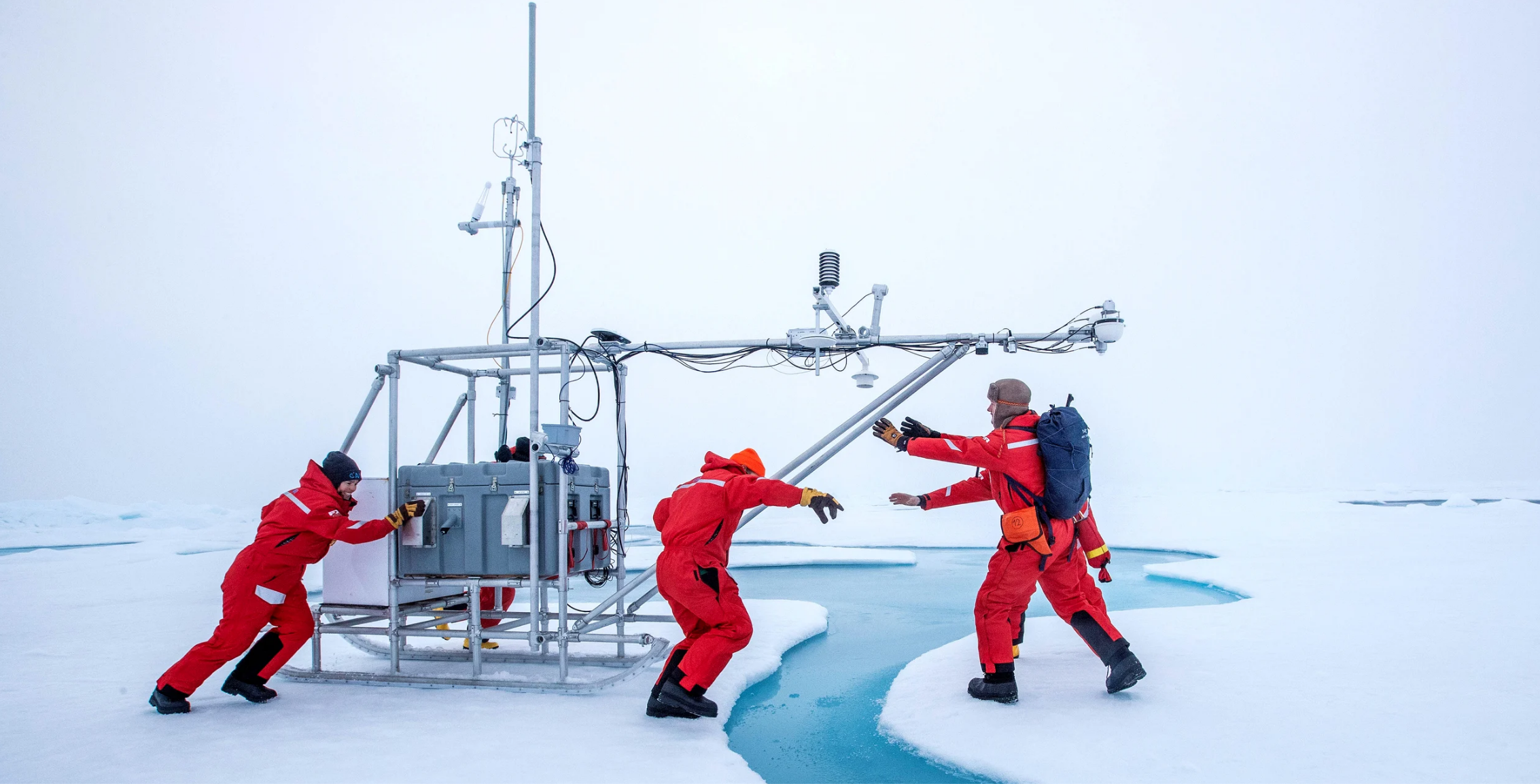
Les scientifiques placent un observatoire climatique portable sur la glace polaire.

Les mesures atmosphériques complètes et complexes réalisées au cours de MOSAiC fournissent une base physique pour comprendre les interactions verticales dans l'atmosphère et les interactions entre l'atmosphère, la glace de mer et l'océan. La caractérisation des processus dans les nuages, dans la couche limite atmosphérique, la couche superficielle et le flux d'énergie de surface doit mener à une meilleure compréhension de la basse troposphère, qui interagit avec la surface de l'Arctique. Les mesures de flux thermique ont permis une estimation précise de la température de surface, ce qui a montré un biais substantiel de ces mesures (de 1 à 3 °C de janvier à avril) par rapport aux réanalyses atmosphériques non couplées (ERA5 et JRA-55). L’un des plus grands défis consistait à effectuer ces mesures de manière cohérente tout au long du cycle annuel de la glace de mer, en particulier en début de période de gel, afin de suivre la transition de l’eau libre à une très fine couche de glace. Les mesures à des altitudes plus élevées ont permis de mieux comprendre les caractéristiques de la troposphère moyenne et supérieure ainsi que l'interaction avec la stratosphère. Afin d'améliorer notre compréhension des aérosols et des interactions aérosols-nuages au-dessus de l'Arctique, MOSAiC a mesuré la composition des particules, leurs propriétés physiques, leurs effets de rayonnement directs et indirects et leurs interactions avec les nuages.
Les observations par Radiosonde, combinées aux mesures par ballon captif, ont fourni des profils haute résolution des conditions atmosphériques dans la colonne d'air au-dessus du site MOSAiC. De plus, des mesures radar ont été utilisées pour déterminer le profil vertical de la vitesse et de la direction du vent ainsi que les principales propriétés des nuages, notamment la teneur en glace et en eau liquide. Les principaux paramètres thermodynamiques, ainsi que les structures cinématiques de l'atmosphère, ont été étudiés à l'aide de radiomètres micro-ondes et infrarouges, Raman et lidar Doppler.

### Glace de mer

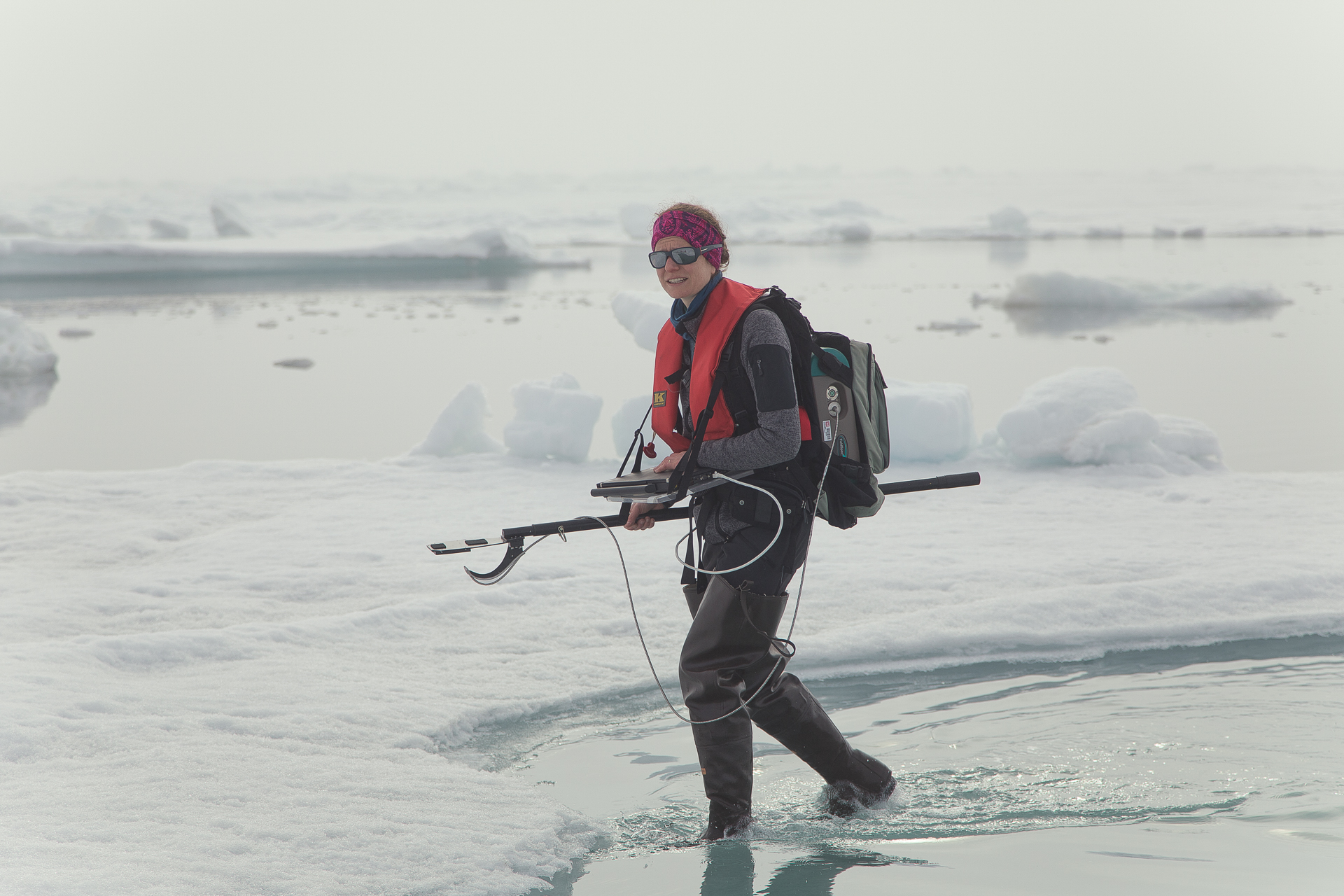
Un scientifique mesure l'albédo de la glace de mer

Les observations de la glace de mer couvraient un large éventail de caractéristiques physiques et mécaniques de la glace arctique, jusqu'à sa morphologie, ses propriétés optiques et son bilan de masse. L'accent a été mis sur la caractérisation de la couverture neigeuse et de la couverture glaciaire. Des tranchées de neige et des carottes de glace ont aidé les chercheurs à recueillir ces précieuses données. D'autres aspects de l'observation de la glace de mer comprenaient la détermination du bilan de masse en mesurant la profondeur de la couverture neigeuse et l'épaisseur de la glace, ainsi que la mesure de la diffusion de la lumière solaire dans la glace, de l'albédo spectral de la glace et de sa transmission. De plus, MOSAiC a surveillé divers types de glace (rides de pression, glace de première et deuxième années) tout au long du cycle annuel afin de déterminer la variabilité spatiale et l'évolution de la couverture. Les observations des rides ont révélé que la majeure partie de la consolidation des rides de première année s'est produite au printemps, avant le début de la fonte, et a été initiée par des intrusions d'air chaud et le transfert de neige dans les leads, ce qui a également été confirmé par 6 à 11 % de massique dans les rides. Les observations comprenaient des mesures de la densité de la neige, de la résistance mécanique et de la microstructure (par tomodensitométrie), qui ont permis de calculer la conductivité thermique de la neige. Les observations du bilan de masse de la glace comprenaient l'installation de bouées mesurant la température de la glace de mer, ainsi que des balises d'ablation, mesurant l'évolution de la surface de la glace de mer et des interfaces de fond. En outre, l’épaisseur de la glace de mer a été mesurée à l’aide d’un sondage électromagnétique au sol, tandis que l'épaisseur de la neige et de la glace a été mesuré à l’aide d’un scanner laser héliporté. De plus, la topographie sous-marine de la glace de mer et d’autres paramètres physiques ont été mesurés par des robots télécommandés. Les observations hivernales on mis en évidence la présence de frasil due à l'eau surfondue, tandis que la fonte estivale était caractérisée par une stratification de l'eau de fonte et la formation de faux fonds,.

### Océan
Les processus océaniques influencent le bilan énergétique dans l’Arctique, ainsi que la croissance et la fonte de la glace marine en raison de la chaleur supplémentaire. Ils jouent également un rôle important dans l'activité biologique qui absorbe et exporte le CO2. Les mesures de la colonne d'eau apporteront un nouvel éclairage sur les mécanismes clés se produisant dans l'océan, par exemple : (1) l'échange de  chaleur entre la glace de mer et l'océan, (2) l'absorption de la lumière solaire et le traitement de la chaleur qui en résulte, (3) l'interaction avec les processus de grande profondeur, et (4) la productivité biologique primaire et l'exportation de matière organique de la zone photique.
Étant donné que la compréhension de l'évolution de la glace de mer était l'un des principaux objectifs de l'expédition MOSAiC, les processus océaniques affectant la glace, comme le mélange près de la surface et la formation de saumure, étaient au cœur des études océanographiques. De plus, la dynamique et la thermodynamique de la couche de mélange ont été explorées en détail. À cette fin, l'expédition a pris des mesures continues des flux turbulents directement sous la limite océan-glace, pour aider à comprendre les vitesses de la glace et de l'océan, les flux thermiques et impulsionnels verticaux, la diffusion de la masse et d'autres processus clés. De plus, l'océan profond a été observé dans un contexte plus large en créant régulièrement des profils de vitesse d'écoulement, de température, de salinité et d'oxygène dissous dans les cent premiers mètres de l'océan, afin de mieux comprendre ses effets sur la couche limite de glace.

### Écosystème et biogéochimie
Les observations sur la transformation et la succession biologiques et biogéochimiques ont principalement porté sur l'analyse d'échantillons provenant des trois régimes physiques majeurs, glace, neige et eau. De plus, des mesures de débit ont été effectuées au niveau des couches limites glace/eau et glace/air. Celles-ci ont été répétées tout au long de l’année arctique afin de quantifier la biologie et la biogéochimie du système glace de mer/atmosphère à chaque période de l’année, en particulier pendant l’hiver arctique sous-étudié. Par exemple, le bilan massique annuel du carbone organique et inorganique a été surveillé et des mesures cristallographiques ont été prises sur l'ikaïte dans les canaux du fond marin. Ces derniers ont donné un aperçu de la biogéochimie du flux net air/glace de CO2 produit par la glace de mer, ainsi que du potentiel de capture du carbone organique et de la respiration du CO2.
Un deuxième objectif était de quantifier l’accumulation de méthane, l’oxydation sous la glace de mer et les flux air/océan en ce qui concerne le potentiel de flux majeurs de méthane océanique dans l’atmosphère.
Un troisième élément clé : l'observation des cycles des gaz biogènes comme le N2O, l'oxygène, le sulfure de diméthyle et le bromoforme dans la neige, la glace de mer et l'eau, qui ont contribué à notre compréhension des chemins biogéochimiques sous-jacents.
Un autre aspect important était la création d’un bilan de masse annuel et d’un cycle glace/eau pour les macro et micronutriments ; à cet égard, les flux verticaux de nutriments entre l'océan, la zone photique, les couches mixtes et profondes de l'océan ont été étudiés, en partie à l'aide d'outils moléculaires, pour parvenir à une meilleure compréhension des chaînes de recyclage.

### Implémentation du modèle
Un concept de modélisation et d'observation étroitement liées était au cœur de l'expédition MOSAiC. Afin de comprendre et d'expliquer les changements à l'œuvre dans le système climatique arctique, de nouveaux modèles seront développés, et les modèles précédents seront affinés, sur la base des observations faites au cours de l'expédition. Ces observations joueront également un rôle important dans l'amélioration de ces modèles et dans le développement de nouveaux modèles pour la prévision météo et des glaces de mer, ainsi que pour les projections climatiques.
À leur tour, les modèles offriront un aperçu de phénomènes qui ne sont pas directement observables. Les observations réalisées tout au long de MOSAiC fourniront de nouvelles conditions-cadres pour les modèles à différentes échelles ; par exemple, des modèles à haute résolution seront utilisés pour des études détaillées, et ces études pourront servir de base à l'amélioration des modèles climatiques régionaux et mondiaux.
De plus, des modèles arctiques régionaux seront utilisés pour répondre à d’importantes questions concernant le rôle de l’Arctique en tant que puits d’énergie mondial ; comment les modèles de connexion mondiale seront façonnés par l'évolution du volume de glace dans l'Arctique et comment ces changements affecteront la circulation et la météo aux latitudes plus basses. La modélisation et les observations de MOSAiC seront menées en coopération avec les efforts de modélisation internationaux du Programme mondial de recherche météorologique et du Programme mondial de recherches sur le climat.

## École MOSAiC 2019
La première phase de l'expédition comprenait un cours de six semaines pour 20 étudiants de troisième cycle à bord de l'Akademik Fedorov. Cette activité a été réalisée conjointement par les partenaires de MOSAiC et l'Association of Polar Early Career Scientists.

## Résultats scientifiques

### Conférences
L'expédition a donné lieu à une série de conférence scientifique internationale annuelle pour la présentation des résultats :
1. avril 2022, sur le campus du Telegrafenberg à Potsdam, organisé par l'AWI
2. février 2023, à Boulder, USA, organisée par l'Université du Colorado
3. février 2024, de nouveau à Potsdam.